# Daktri Tsenpo
Daktri Tsenpo was de zesde tsenpo, ofwel koning van Tibet. Hij was een van de legendarische koningen en was de zesde van de zeven goddelijke koningen met de naam Tri.